# Boucles de la Mayenne
Boucles de la Mayenne – wieloetapowy wyścig kolarski rozgrywany od 1975 corocznie we Francji w departamencie Mayenne.
Pierwsza edycja odbyła się w 1975. Do 2004 organizowany poza kalendarzem UCI, od 2005 włączony do cyklu UCI Europe Tour – początkowo z kategorią 2.2, a od 2014 z kategorią 2.1. Od 2020 należy do cyklu UCI ProSeries.

## Zwycięzcy
Opracowano na podstawie:
| Rok  | Pierwsze             | Drugie                 | Trzecie                |
| ---- | -------------------- | ---------------------- | ---------------------- |
| 1975 | Alain Meslet         | Patrice Testier        |                        |
| 1976 | Patrice Testier      |                        |                        |
| 1977 | Patrick Guay         |                        | Serge Coquelin         |
| 1978 | Marc Gomez           |                        |                        |
| 1979 | Marc Madiot          |                        |                        |
| 1980 | Serge Coquelin       | Jean-Luc Moreul        |                        |
| 1981 | René Tremblay        | Philippe Tranvaux      | Alain Bizet            |
| 1982 | Serge Coquelin       | Philippe Tranvaux      |                        |
| 1983 | Hubert Graignic      |                        |                        |
| 1984 | Serge Coquelin       |                        | François Lemarchand    |
| 1985 | Zbigniew Kraśniak    |                        |                        |
| 1986 | Gaëtan Leray         |                        | Dominique Le Bon       |
| 1987 | Philippe Dalibard    |                        |                        |
| 1988 | Laurent Bezault      |                        | Pierre-Henri Menthéour |
| 1989 | Philippe Dalibard    | Pascal Churin          |                        |
| 1990 | Jean-Cyril Robin     |                        |                        |
| 1991 | Pascal Basset        |                        | Philippe Dalibard      |
| 1992 | Pascal Hervé         | Jean-Christophe Currit | Pascal Churin          |
| 1993 | David Derique        |                        | Jean-Philippe Rouxel   |
| 1994 | Gérald Bigot         | Nicolas Jalabert       |                        |
| 1995 | Stéphane Conan       |                        | Camille Coualan        |
| 1996 | David Delrieu        |                        |                        |
| 1997 | Christophe Thébault  |                        | Franck Trottel         |
| 1998 | Martial Locatelli    | Ludovic Turpin         |                        |
| 1999 | Stéphane Pétilleau   | Franck Rénier          | Raphaël Jeune          |
| 2000 | Stéphane Pétilleau   | Frédéric Delalande     | Guillaume Judas        |
| 2001 | Arnaud Chauveau      | Юрій Кривцов           | Stéphane Cougé         |
| 2002 | Freddy Bichot        | Frédéric Lecrosnier    | Franck Champeymont     |
| 2003 | Sandro Güttinger     | Bastiaan Giling        | David Le Lay           |
| 2004 | Sébastien Duret      | Cyril Lemoine          | Jean-Luc Delpech       |
| 2005 | Alaksandr Kuczynski  | Andriej Pczołkin       | Stefano Boggia         |
| 2006 | Koji Fukushima       | Markus Eichler         | Nicolas Rousseau       |
| 2007 | Nicolas Vogondy      | Bobbie Traksel         | Niels Albert           |
| 2008 | Freddy Bichot        | Franck Charrier        | Thomas Berkhout        |
| 2009 | Janek Tombak         | Rémi Cusin             | Lilian Jégou           |
| 2010 | Jérémie Galland      | Grégory Habeaux        | Guillaume Malle        |
| 2011 | Jimmy Casper         | Sébastien Turgot       | Steven Tronet          |
| 2012 | Laurent Pichon       | Nico Sijmens           | Alexandr Pliușchin     |
| 2013 | David Veilleux       | Marc Fournier          | Florian Vachon         |
| 2014 | Stéphane Rossetto    | Brice Feillu           | Mike Teunissen         |
| 2015 | Anthony Turgis       | Andrea Pasqualon       | Pierre-Luc Périchon    |
| 2016 | Bryan Coquard        | Anthony Delaplace      | Thomas Boudat          |
| 2017 | Mathieu van der Poel | Johan Le Bon           | Clément Venturini      |
| 2018 | Mathieu van der Poel | Romain Seigle          | Eli Iserbyt            |
| 2019 | Thibault Ferasse     | Mauricio Moreira       | Bryan Coquard          |
| 2021 | Arnaud Démare        | Philipp Walsleben      | Kristoffer Halvorsen   |
| 2022 | Benjamin Thomas      | Benoît Cosnefroy       | Alex Aranburu          |
| 2023 | Oier Lazkano         | Arnaud Démare          | Axel Zingle            |
| 2024 | Alberto Bettiol      | Benoît Cosnefroy       | Axel Zingle            |